# Brigata d'assalto "Ljut"
La Brigata d'assalto consolidata "Ljut" (in ucraino Об'єднана штурмова бригада «Лють»?, Ob'jednana šturmova bryhada «Ljut'», lett. "Furia") è un'unità militare della Polizia per operazioni speciali ucraina con base a Kiev.

## Storia
L'unità è stata costituita il 13 gennaio 2023, allo scopo di creare un corpo interregionale della Polizia nazionale per rafforzare le Forze armate ucraine e contribuire a liberare i territori occupati. La brigata è stata inizialmente formata sulla base dei reggimenti "Safari" e "Tsunami" e del battaglione "Luhansk-1", composti da volontari veterani della guerra del Donbass a partire dal 2014. In seguito le sono stati aggregati altri battaglioni di polizia, mentre il "Luhansk-1" è stato espanso a reggimento e ribattezzato semplicemente "Luhans'k".
Il 4 febbraio 2023 il Ministero degli affari interni ha annunciato la creazione di 8 nuove brigate,  tramite un programma chiamato Guardia Offensiva, a partire da unità esistenti della Guardia Nazionale, della Guardia di Frontiera e della Polizia per operazioni speciali, fra cui la Brigata d'assalto "Ljut". Il 24 febbraio ha ricevuto la bandiera di guerra da parte del presidente ucraino Volodymyr Zelens'kyj. La brigata ha quindi aperto il reclutamento, ricevendo nuovi volontari che sono stati addestrati nell'oblast' di Kiev. L'unità registra una maggiore presenza di donne rispetto ad altre formazioni militari ucraine.
A luglio è stata schierata al fronte nella regione di Donec'k, dove ha sconfitto un gruppo d'assalto di paracadutisti russi nei pressi di Bachmut. A partire da agosto ha cooperato con la 3ª e la 5ª Brigata d'assalto nella controffensiva sul fianco sud di Bachmut. Il 16 settembre i militari della brigata hanno annunciato la liberazione del villaggio di Kliščiїvka insieme alla 5ª Brigata d'assalto e all'80ª Brigata d'assalto aereo.
Nel dicembre 2023 anche il Reggimento "Dnipro-1" è stato assegnato alla brigata, seguito nel febbraio 2024 dal Battaglione "Štorm". Il 15 marzo 2024, a causa di un attacco missilistico russo su Odessa, è stato ucciso il comandante del Reggimento "Tsunami", Oleksandr Hostiščev. Ad aprile ha sostituito la 67ª Brigata meccanizzata nella difesa della città di Časiv Jar, venendo affiancata alla 42ª Brigata meccanizzata. Alla fine di maggio elementi della brigata, in particolare del Reggimento "Tsunami", sono stati trasferiti nella regione di Charkiv in seguito alla rinnovata offensiva russa, dove hanno difeso la cittadina di Vovčans'k. Nell'agosto 2024, in seguito alla costituzione di altre tre brigate di fanteria in seno alla Polizia nazionale dell'Ucraina, il Battaglione "Zachid" è stato trasferito alla Brigata "Skelja". A partire da settembre la brigata ha resistito con successo all'offensiva russa in direzione di Torec'k.
Il 4 luglio 2025 il presidente Zelens'kyj ha conferito alla brigata l'onorificenza "Per il Valore e il Coraggio". Il 22 luglio il comandante della brigata, colonnello Maksym Kazban, è morto in un incidente stradale nell'oblast' di Donec'k. Tre giorni dopo è stato insignito postumo del titolo di Eroe dell'Ucraina, la massima onorificenza del paese, per i meriti dimostrati alla guida dell'unità nella difficile battaglia di Torec'k.

## Struttura
- Comando di brigata[19]
- Reggimento di polizia "Dnipro-1"
- Reggimento d'assalto "Tsunami"[20]
  -  Battaglione d'assalto "Tavr"[21]
- Reggimento d'assalto "Safari"[22]
- Reggimento d'assalto "Luhans'k-Eroe dell'Ucraina Serhij Hubanov"[23]
- Battaglione di polizia "Myrotvorec"[24]
  -  1ª Compagnia "Myrotvorec"
  -  2ª Compagnia "Kyïvščyna"
  -  3ª Compagnia "Harpun"
  -  4ª Compagnia "Tornado"
- Battaglione di polizia "Skif"[25]
  -  Compagnia "Berda"
- Battaglione di polizia "Štorm"[26]
- Battaglione di polizia "Enej"[27]

## Comandanti
- Colonnello Oleksandr Netrebko (gennaio 2023 - settembre 2024)[28]
- Colonnello Maksym Kazban (settembre 2024 - luglio 2025)[29]
- Colonnello Oleksandr Raševs'kyj (agosto 2025 - in carica)[30]